# Tracy Strong
Tracy Strong (* 6. August 1887 in Mount Vernon, Ohio; † 3. März 1968 in Olympia, Washington) war ein US-amerikanischer, evangelischer Geistlicher.

## Werdegang
Strong graduierte 1908 am Oberlin College. Er war ein Vertreter der liberalen Socia-Gospel-Bewegung. Seine Tätigkeit für den Christlichen Verein Junger Männer (YMCA) begann in der Jugendarbeit in Seattle. Von 1926 bis 1938 war er Generalsekretär des Weltkomitees des YMCA und danach geschäftsführender Direktor der vom YMCA organisierten Kriegsgefangenenhilfe War Prisoners’ Aid. 1953 trat er in den Ruhestand, blieb aber beratend für den Verband tätig.
Als Gastprofessor lehrte er Missionswesen am Federated Theological Seminary in Chicago und vier Jahre Geschichte und Philosophie des YMCA am George Williams College in Chicago.
Im Sommer 1967 übersiedelte er mit seiner Frau in die Seniorenresidenz Panorama City in Olympia, wo er im März 1968 starb.

## Ehrungen
- 1953: Großes Verdienstkreuz der Bundesrepublik Deutschland